# Richard Maria Steininger
Richard Maria Steininger (* 3. März 1792 in St. Wendel; † 14. Januar 1861 in Trier) war ein deutscher Theologe und Domherr in Trier.

## Leben und Wirken
Steininger, der ältere Bruder des Geologen Johannes Steininger, besuchte von 1806 bis 1809 die Sekundarschule in Trier, trat anschließend in das dortige Priesterseminar ein und erwarb 1811 den Titel eines Bachelier en lettres. Nach der Priesterweihe, die ihm Bischof Charles Mannay am 11. März 1815 in St. Johann (bei Saarbrücken) spendete, wurde er noch im selben Jahr zum Professor für Exegese und 1816 zum Subregens des Priesterseminars ernannt, ein Amt, das er bis zu seiner Berufung zum Domkapitular im Jahre 1846 innehatte. Letztere Berufung fand der Presse zufolge „allgemeinen Beifall“, nachdem Steininger „über zwanzig Jahre als Lehrer der Exegese im hiesigen Priesterseminar still und segensreich gewirkt“ habe. Bereits 1839 war Steininger bei der Suche nach einem Nachfolger für den verstorbenen Trierer Bischof Joseph von Hommer in die engste Wahl gekommen. Er war einziger und insbesondere von den älteren Kapitularen unterstützter Gegenkandidat des vom Domkapitel schließlich gewählten, aufgrund fehlender Bestätigung durch die preußische Regierung aber erst 1842 geweihten Wilhelm Arnoldi. Der unterlegene Steininger wurde in diesem Zusammenhang zwar als ein „überaus frommer und römisch-katholisch gesinnter Priester“ beschrieben, die Majorität des 12-köpfigen Wahlgremiums habe aber befürchtet, dass er „nach einem lange Jahre durchlebten, sehr einsamen Leben die Kraft und Gewandtheit nicht habe, die in dieser Zeit von einem Bischof geforderten Pflichten genügend zu erfüllen.“ Steininger, der auch als Gelehrter hohes Ansehen genoss und eine vielbeachtete Bearbeitung des Codex Simeonis nach einer im Trierer Domschatz aus dem 10./11. Jahrhunderts überlieferten Handschrift dieses griechischen Lektionars vorgelegt hat, wurde nach seinem Tod im Kreuzgang des Trierer Doms bestattet. Seine wertvolle Bibliothek hat er dem dortigen Priesterseminar vermacht.

## Schriften
- Codex Sancti Simeonis exhibens Lectionarium Ecclesiae Graecae DCCC circiter annorum vetustate insigne. Trier 1834 (online bei Google Books).

## Ehrungen
- 1861 August 4 (Universitätsjubiläum): Ehrenpromotion (Doctor honoris causa) durch die katholisch-theologische Fakultät der Universität Breslau.[7]